# 寺島職定
寺島職定（生年不詳－卒年不詳）是日本戰國時代武將。姓氏有時會被寫成寺嶋。通稱三郎。新川郡池田城城主。養子有寺島盛徳。

## 簡歷
神保長職的重臣，與小島職鎮成為雙璧，對神保家的再興作出貢獻。天文19年（1550年），在能登畠山氏的內紛（能登天文之內亂）中加入溫井氏一方，討伐遊佐氏一方的冰見鞍川氏而擴大勢力。寺島氏與一向宗門徒有很深的關係，神保家與本願寺的坊官下間氏締結婚姻，與甲斐武田家亦有交往等，在家中維持著影響力，但是在永祿5年（1560年）神保氏敗給上杉謙信以後，與實行反一向宗政策的主君長職和小島職鎮對立。在永祿11年（1566年）擁立長職的兒子神保長住，家中勢力一分為二而引起內紛。最後在新川郡池田城與上杉軍戰爭而被鎮壓並戰死。